# Pompa ionica
In biochimica si definisce pompa ionica uno speciale tipo di trasferimento di ioni attraverso la membrana cellulare, mediato da specifiche proteine. Queste proteine integrali di membrana hanno la funzione di far entrare nella cellula attraverso la membrana cellulare uno ione e allo stesso tempo farne uscire un altro; tale tipo di trasporto viene definito di antiporto, proprio perché i due ioni viaggiano in direzioni opposte e contrarie al gradiente di concentrazione.
La pompa ionica più conosciuta è la pompa sodio-potassio, che permette uno scambio ionico tra la cellula e l'ambiente circostante, più precisamente permette l'uscita dello ione sodio, che all'esterno della cellula è circa 14 volte più concentrato, e l'entrata dello ione potassio, la cui concentrazione all'interno della cellula è da dieci a trenta volte superiore rispetto all'esterno.
La proteina coinvolta nel trasporto può avere due configurazioni alternative. La prima ha una cavità che si apre verso l'interno della cellula, cavità in cui possono adattarsi gli ioni sodio Na+, la seconda, invece, ha una cavità aperta verso l'esterno per gli ioni potassio K+. Lo ione Na+ contenuto nel citosol della cellula si lega adattandosi perfettamente alla proteina di trasporto. Nello stesso istante l'idrolisi di ATP in ADP e fosfato libera l'energia che permette di attaccare un gruppo fosfato alla proteina. Ciò fa assumere alla proteina una configurazione alternativa che provoca la liberazione dello ione Na+ all'esterno della membrana. La proteina di trasporto è ora pronta ad accogliere uno ione K+ presente nello spazio extracellulare, fatto che determina il distacco del gruppo fosfato dalla proteina; e ciò, a sua volta produce il ritorno alla configurazione iniziale e il rilascio del potassio verso l'interno della cellula.